# كارل فرديناند فون أرلت
كارل فرديناند فون أرلت (بالألمانية: Carl Ferdinand von Arlt)‏‏ (18 أبريل 1812 - 7 مارس 1887 في فيينا) طبيب عيون، وبروفيسور، وجراح من الإمبراطورية النمساوية.